# Krzysztof Bulski
Krzysztof Bulski (ur. 12 lutego 1987 w Częstochowie, zm. 17 grudnia 2020) – polski szachista, arcymistrz od 2012 roku.

## Kariera szachowa
W szachy grał od siódmego roku życia, jego pierwszym klubem był „Kolejarz” Częstochowa. W 1998 i 2000 dwukrotnie zwyciężył w Międzynarodowych Turniejach Talentów Szachowych w Kielcach, natomiast w 2001 r. zdobył w Pokrzywnej brązowy medal mistrzostw Polski juniorów do 14 lat. Od 2005 r. reprezentował klub „HetMaN” Szopienice i jego barwach odniósł największe sukcesy w karierze. W 2006 i 2007 r. dwukrotnie stanął na podium mistrzostw kraju juniorów do 20 lat, rozgrywanych w Środzie Wielkopolskiej, zdobywając brązowy (2006) i srebrny (2007) medal. W 2007 r. podzielił II m. (za Lechem Sopurem, wspólnie z Klaudiuszem Urbanem, Witalijem Koziakiem i Leonidem Wołoszynem) w XV Międzynarodowym Turnieju pamięci Emanuela Laskera w Barlinku oraz reprezentował Polskę w Erywaniu na mistrzostwach świata juniorów do 20 lat. W 2010 r. wystąpił w finale indywidualnych mistrzostw Polski (XXIII miejsce), zwyciężył w mistrzostwach Hesji, rozegranych w Bad Vilbel oraz zdobył w Poznaniu tytuł akademickiego mistrza Polski. W 2011 r. zajął II m. (za Peterem Michalíkiem) w międzynarodowym turnieju w miejscowości Zajezova, wypełnił również dwie normy arcymistrzowskie (podczas rozgrywek Bundesligi w Niemczech oraz uniwersjady w Shenzhen). Trzecią normę na tytuł arcymistrza zdobył podczas finału mistrzostw Polski w Warszawie w 2012 roku. Również w 2012 r. zdobył w Guimarães dwa srebrne medale (indywidualnie oraz w klasyfikacji drużynowej) mistrzostw świata studentów. W 2013 r. zdobył w Bydgoszczy srebrny medal mistrzostw Polski w szachach błyskawicznych.
Był sześciokrotnym drużynowym mistrzem Polski (2007, 2013, 2015, 2017, 2018, 2019) oraz czterokrotnym drużynowym mistrzem kraju w szachach błyskawicznych (2007, 2008, 2009, 2017).
Najwyższy ranking w karierze osiągnął 1 lipca 2012 r., z wynikiem 2554 punktów zajmował wówczas 15. miejsce wśród polskich szachistów.